# Facciones en el Partido Republicano (Estados Unidos)
El Partido Republicano en los Estados Unidos incluye varias facciones o alas. Durante el siglo XIX, las facciones republicanas incluyeron a los Half-Breeds, que apoyaron la reforma del servicio civil; los republicanos radicales, que abogaron por la abolición inmediata y total de la esclavitud, y más tarde por los derechos civiles de los esclavos liberados durante la era de la Reconstrucción; y los Stalwarts, que apoyaban la maquinaria política.
En el siglo XX, las facciones republicanas incluían a los republicanos progresistas, la coalición Reagan y los republicanos liberales de Rockefeller. En el siglo XXI, las facciones republicanas incluyen conservadores (representados en el Congreso por el Republican Study Committee y Freedom Caucus), moderados (representados en el Congreso por el Republican Governance Group) y libertarios (representados en el Congreso por el Republican Liberty Caucus). Durante y después de la presidencia de Donald Trump, surgieron facciones trumpistas y antitrumpistas dentro del Partido Republicano.

## Facciones modernas

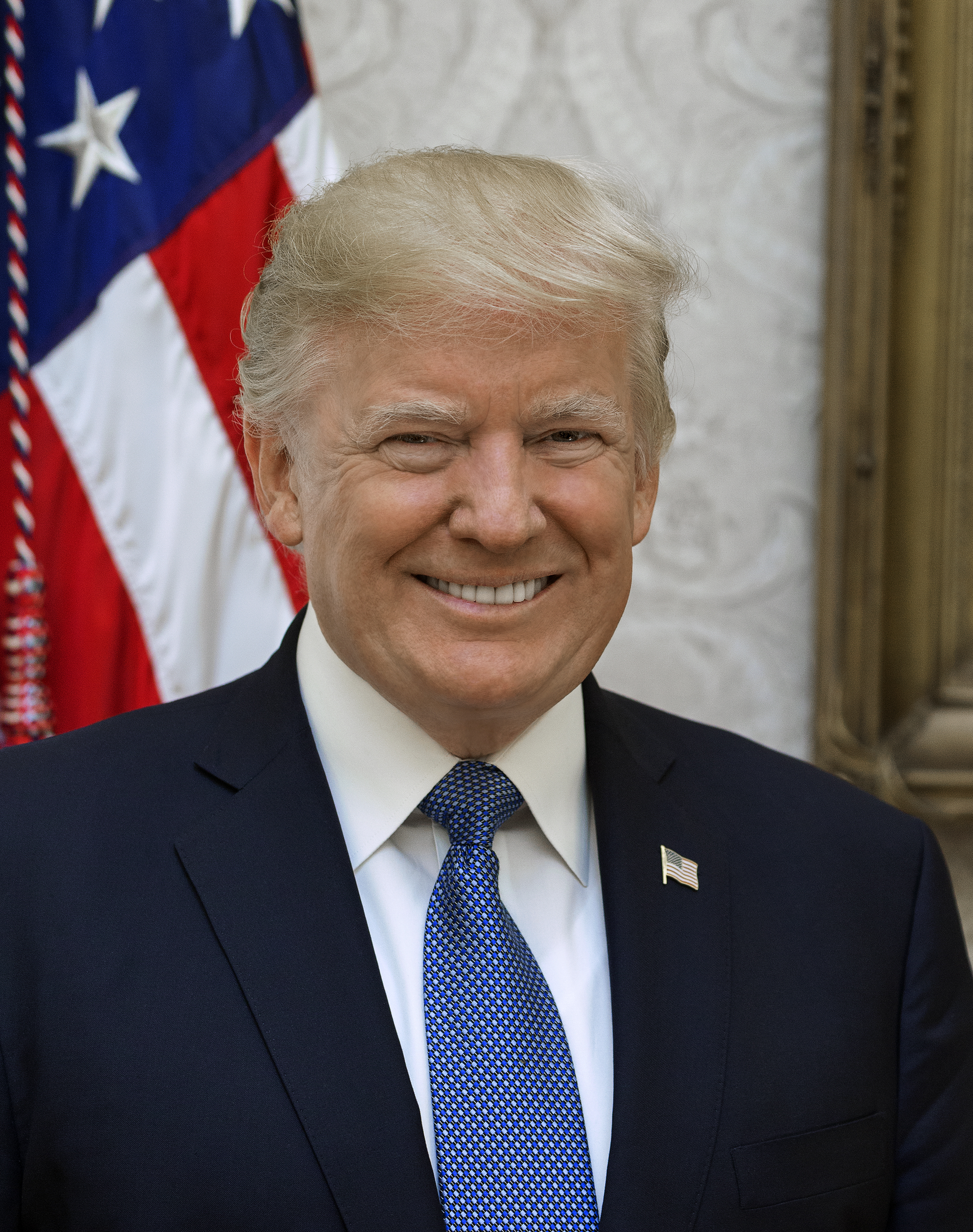
El presidente Donald Trump

Durante la presidencia de Barack Obama, el Partido Republicano experimentó un conflicto interno entre su clase gobernante (conocida como el establishment republicano) y el movimiento Tea Party de gobierno pequeño y antisistema. En 2012, The New York Times identificó seis alas del Partido Republicano: los votantes de Main Street, los votantes del Tea Party, los conservadores cristianos, los libertarios, los descontentos y los en peligro o desaparecidos. En 2014, el Pew Research Center dividió a los votantes de tendencia republicana en tres grupos: conservadores firmes, conservadores empresariales y Young Outsiders. En 2019, durante la presidencia de Donald Trump, Perry Bacon Jr. de FiveThirtyEight.com afirmó que había cinco grupos de republicanos: trumpistas, pro-Trump, conservadores escépticos de Trump, moderados escépticos de Trump y anti-Trump.
En 2021, tras la derrota de Trump en 2020 ante el demócrata Joe Biden y el asalto al Capitolio de Estados Unidos en 2021, Philip Bump de The Washington Post postuló que el Partido Republicano en la Cámara de Representantes de los Estados Unidos constaba de tres facciones: los trumpistas (que votaron en contra del segundo juicio político de Donald Trump en 2021, votó en contra de despojar a Marjorie Taylor Greene de sus asignaciones en el comité y apoyó los esfuerzos para revocar los resultados de las elecciones presidenciales de 2020), el comité de rendición de cuentas (que apoyó el juicio político de Trump, el esfuerzo por disciplinar a Greene, o ambos) y los republicanos prodemocráticos (que se opusieron al juicio político a Trump y al esfuerzo por disciplinar a Greene, pero también se opuso a los esfuerzos para anular los resultados de las elecciones presidenciales de 2020).
También en 2021, Carl Leubsdorf del The Dallas Morning News afirmó que había tres grupos de republicanos: Never Trumpers (incluidos Bill Kristol, el senador Mitt Romney y los gobernadores Charlie Baker y Larry Hogan), Sometimes Trumpers (incluido el líder de la minoría del Senado, Mitch McConnell y la ex embajadora ante la ONU Nikki Haley), y Always Trumpers. Pew Research Center identificó cuatro grupos de estadounidenses alineados con los republicanos: conservadores de Faith and Flag, conservadores comprometidos, la derecha populista y la derecha ambivalente.
Las facciones republicanas en el Congreso en el siglo XXI incluyen facciones conservadoras como el Republican Study Committee y el Freedom Caucus, así como el moderado Republican Governance Group.

### Conservadores
Artículo principal: Conservadurismo en los Estados Unidos

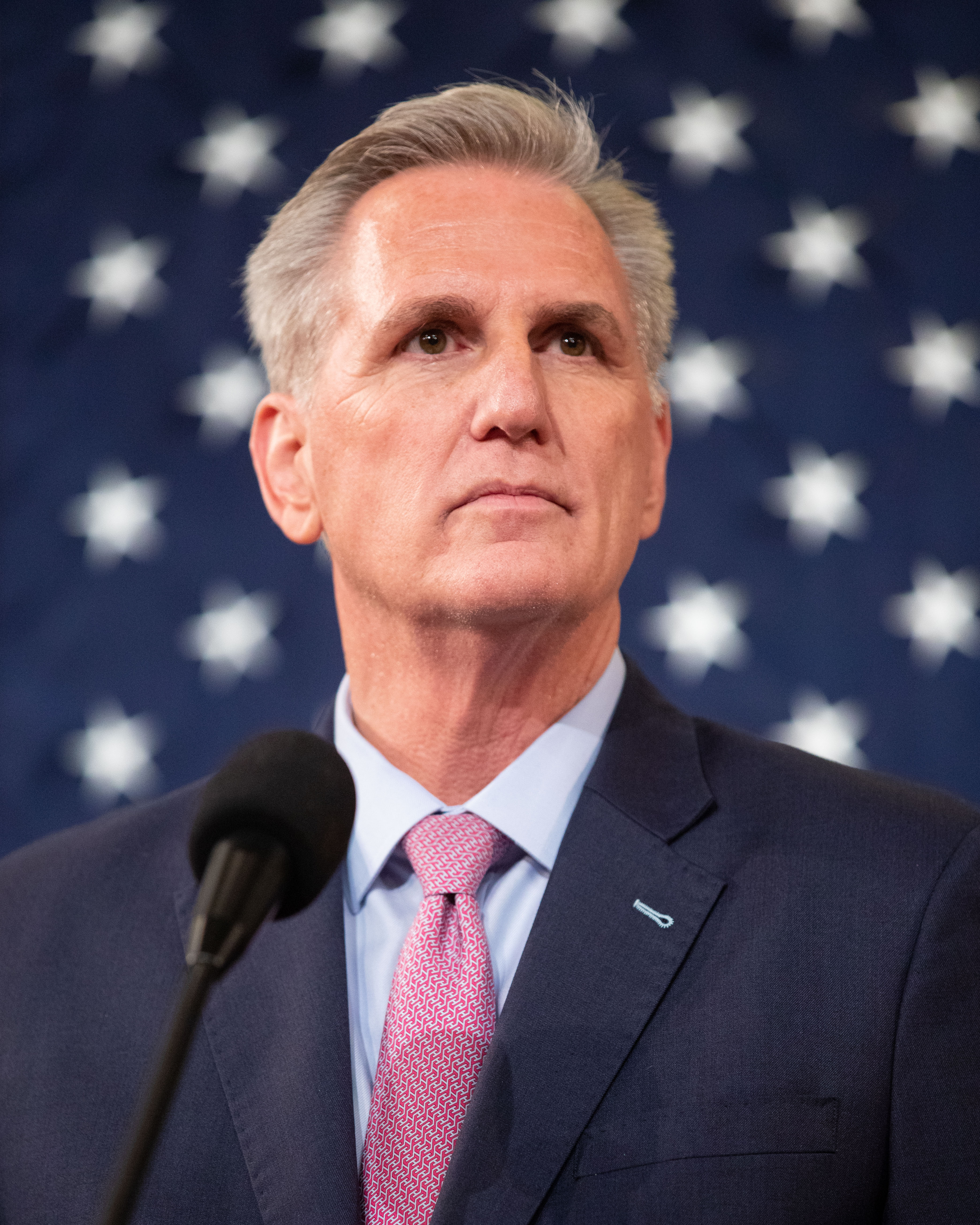
Presidente de la Cámara Kevin McCarthy

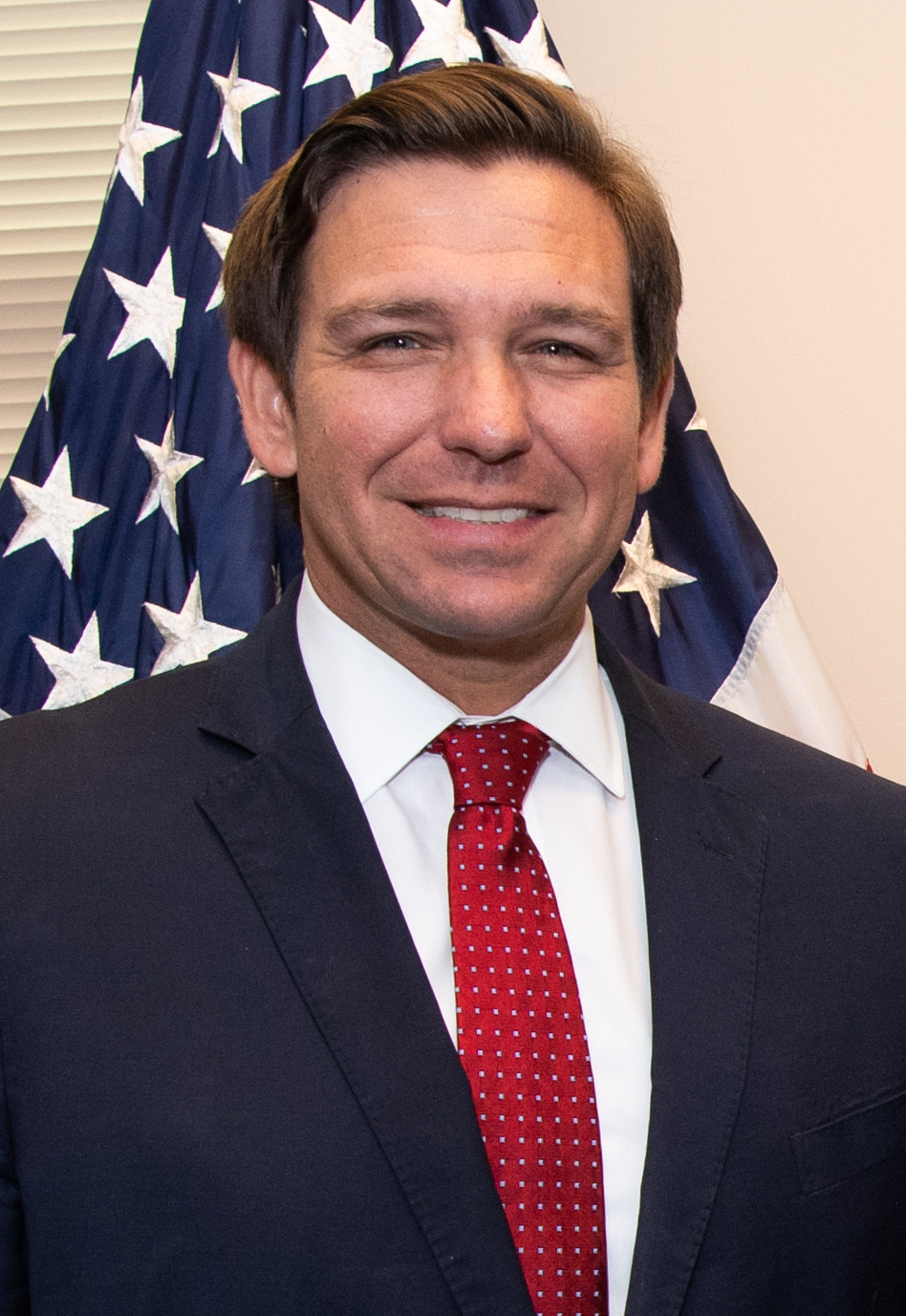
Gobernador de Florida Ron DeSantis

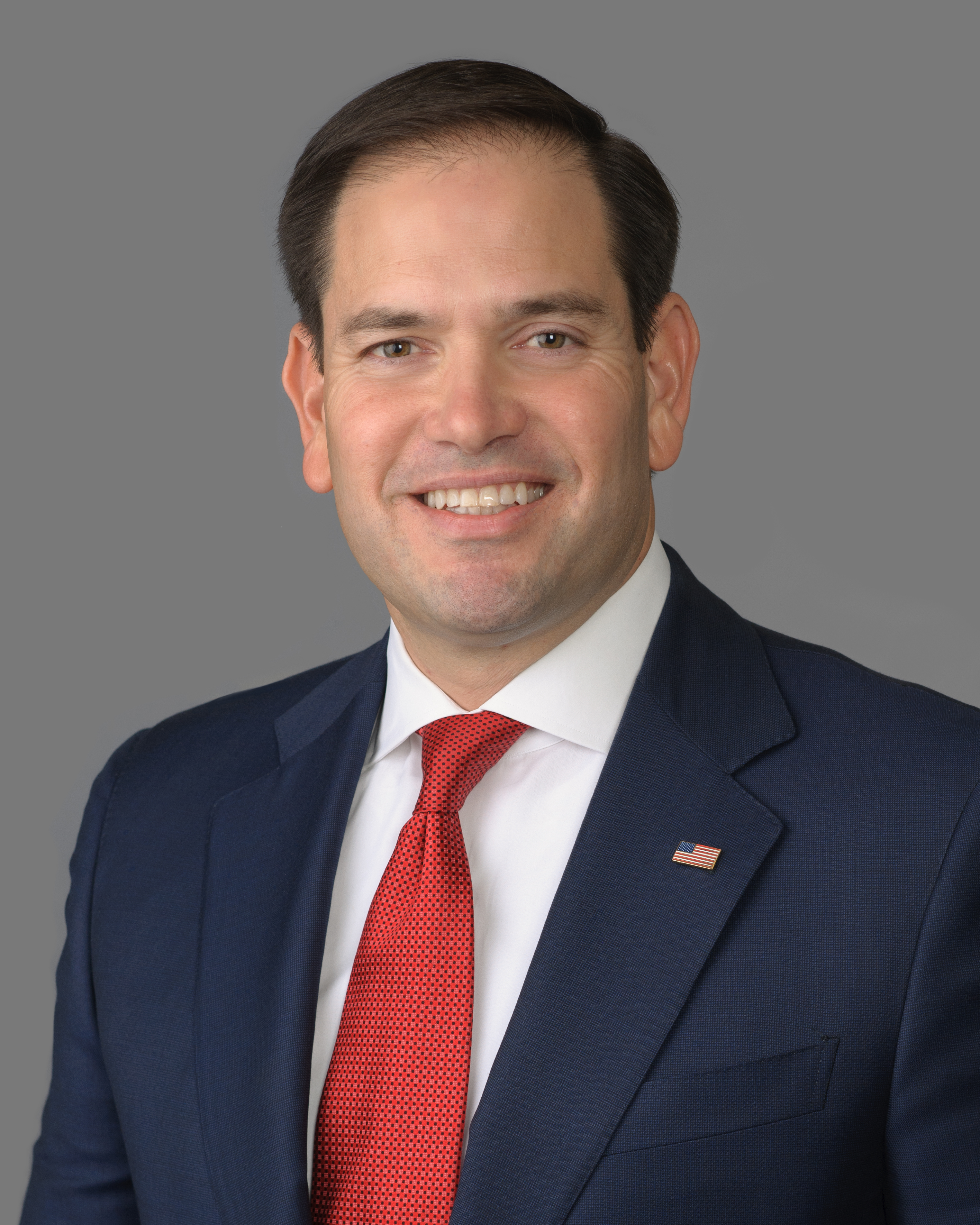
Senador Marco Rubio

El ala conservadora surgió en las décadas de 1950 y 1960, y sus líderes iniciales fueron el senador Robert A. Taft, Russell Kirk y William F. Buckley Jr. Sus principios centrales incluyen la promoción de la libertad individual y la economía de libre mercado y la oposición a los sindicatos, altos impuestos y regulación gubernamental.
En política económica, los conservadores piden una gran reducción del gasto público, menos regulación de la economía, libre comercio y (al menos parcial) la privatización de la Seguridad Social. Predominan los partidarios de la economía del lado de la oferta, pero también hay halcones del déficit dentro de la facción. Antes de 1930, la facción pro-fabricación del noreste del Partido Republicano estaba fuertemente comprometida con los aranceles altos (una postura política que volvió a ser popular en muchos círculos conservadores a partir de mediados o finales de la década de 2010). El ala conservadora apoya el conservadurismo social (a menudo denominado valores familiares) y posiciones antiaborto.
Los conservadores generalmente se oponen a la acción afirmativa, apoyan un mayor gasto militar y se oponen al control de armas. Sobre el tema de los vales escolares, los republicanos conservadores se dividen entre los partidarios que creen que la "educación del gran gobierno" es un fracaso y los opositores que temen un mayor control del gobierno sobre las escuelas privadas y religiosas. Partes del ala conservadora han sido criticadas por ser antiambientalistas y promover la negación del cambio climático en oposición al consenso científico general, haciéndolos únicos incluso entre otros partidos conservadores en todo el mundo.

### Conservadores sociales
Artículo principal: Conservadurismo social
Véase también: Derecha cristiana

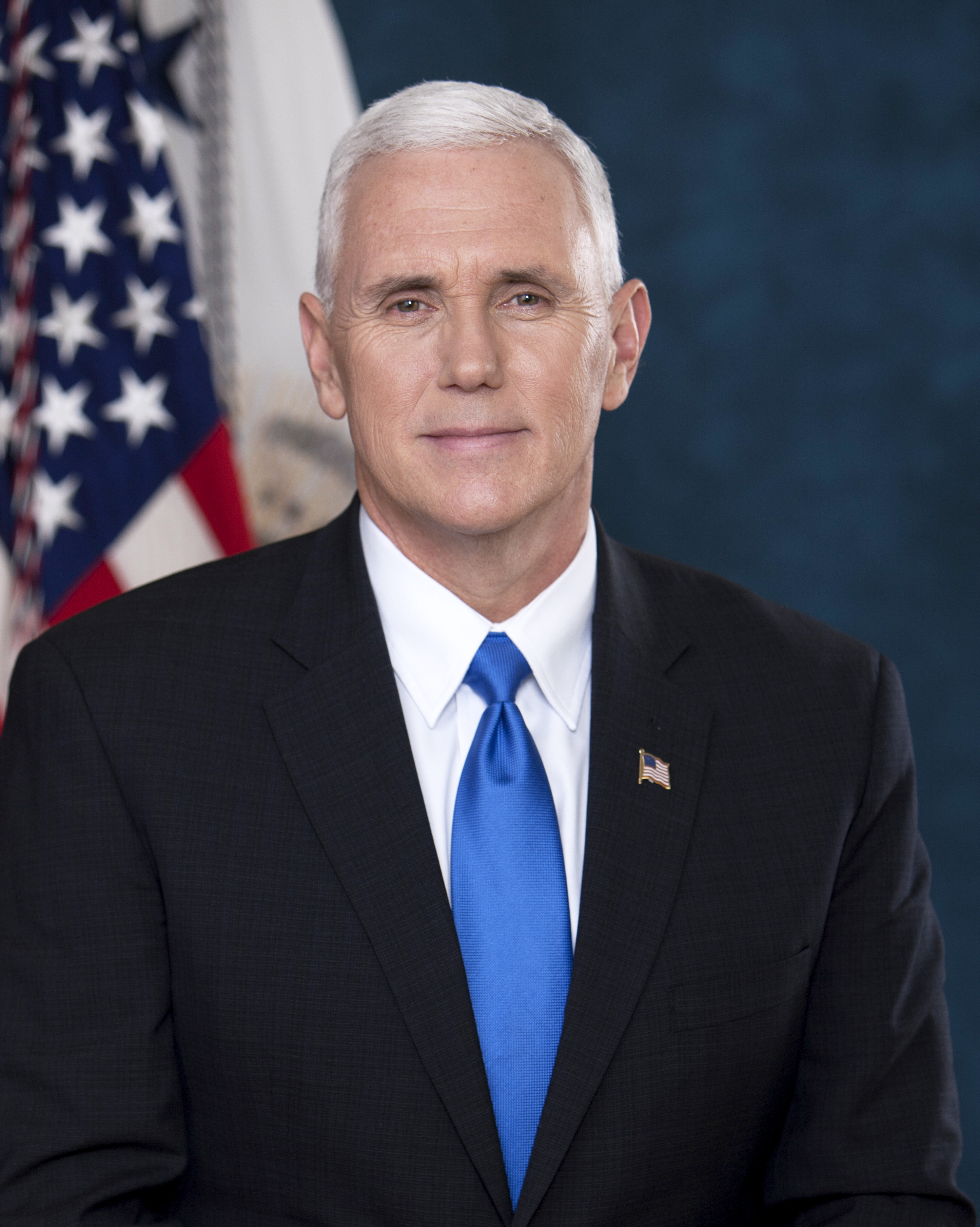
Exvicepresidente Mike Pence

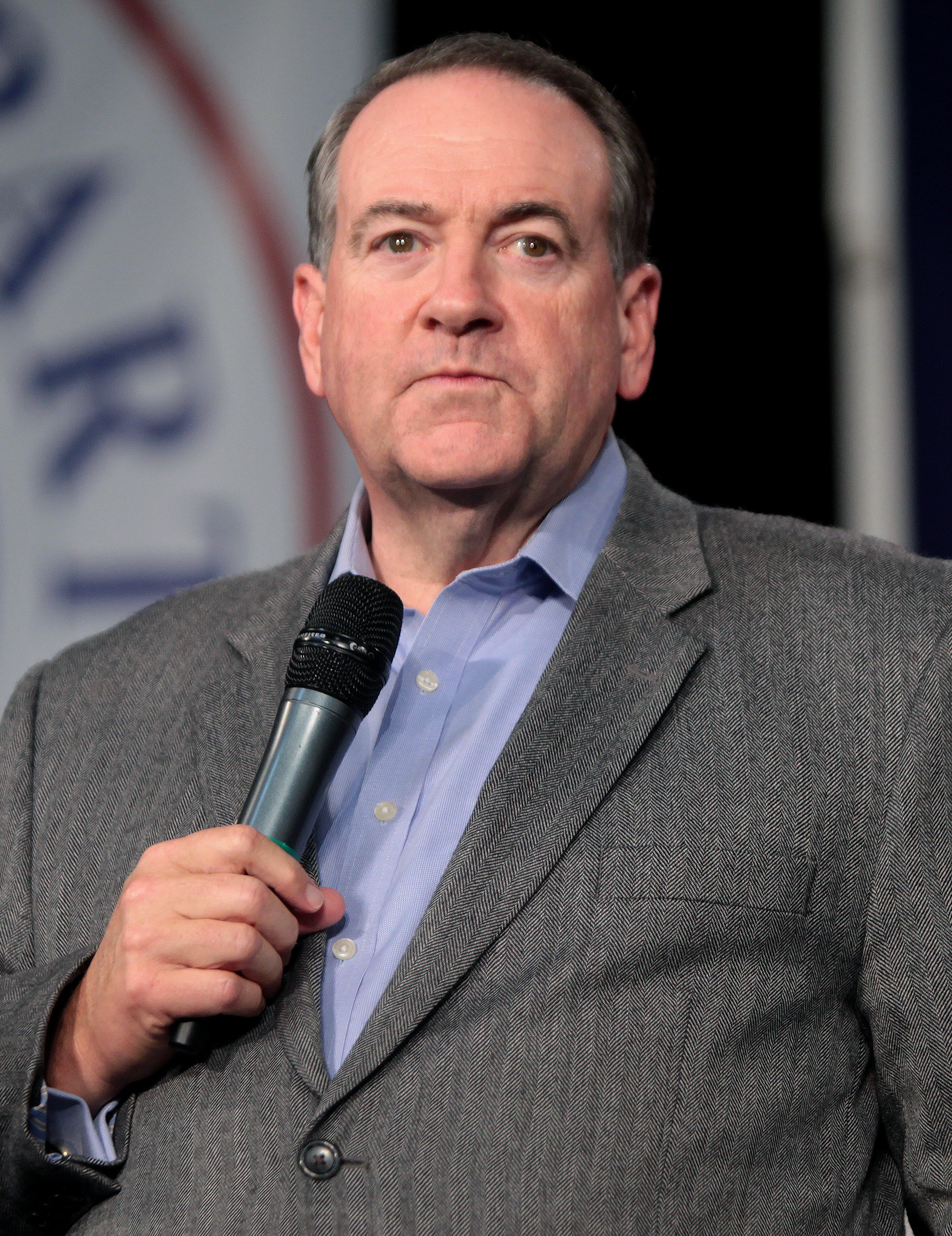
Exgobernador de Arkansas Mike Huckabee

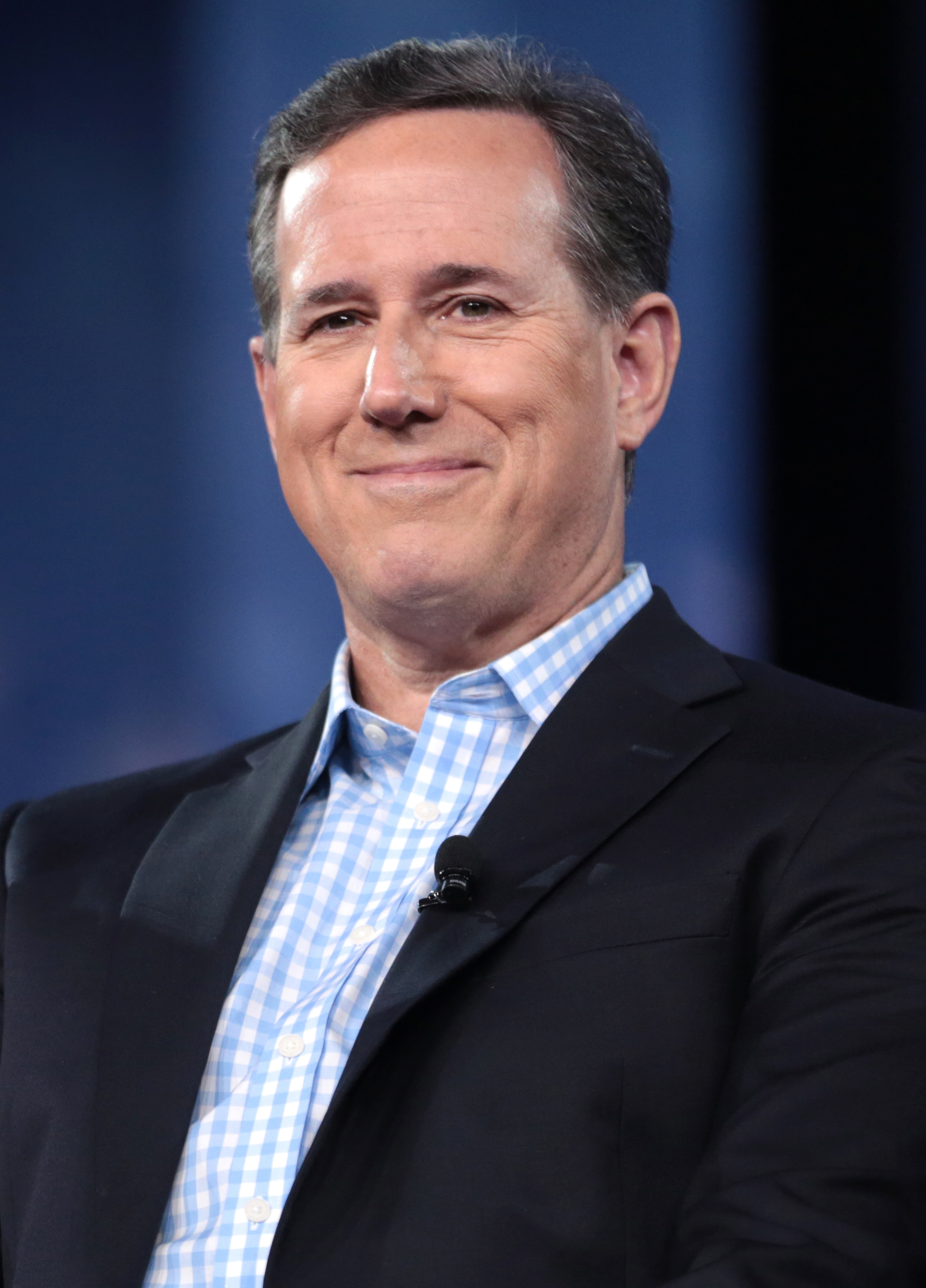
Exsenador Rick Santorum

La derecha cristiana es una facción política cristiana conservadora caracterizada por un fuerte apoyo a las políticas socialmente conservadoras. Los cristianos conservadores buscan principalmente aplicar su comprensión de las enseñanzas del cristianismo a la política y las políticas públicas proclamando el valor de esas enseñanzas o tratando de usar esas enseñanzas para influir en la ley y las políticas públicas.
En los Estados Unidos, la derecha cristiana es una coalición informal formada alrededor de un núcleo de protestantes evangélicos y católicos, así como de un gran número de Santos de los Últimos Días (mormones). El movimiento tiene sus raíces en la política estadounidense que se remonta a la década de 1940 y ha sido especialmente influyente desde la década de 1970. A finales del siglo XX, la derecha cristiana se convirtió en una fuerza notable en el Partido Republicano. Los políticos republicanos asociados con la derecha cristiana en el siglo XXI incluyen al exgobernador de Arkansas Mike Huckabee y el exsenador Rick Santorum. Muchos dentro de la derecha cristiana también se han identificado como conservadores sociales, que el sociólogo Harry F. Dahms ha descrito como conservadores doctrinales cristianos (antiaborto, anti-matrimonio homosexual) y conservadores del uso de armas (pro- NRA) como los dos dominios de la ideología dentro del conservadurismo social.

### Libertarios

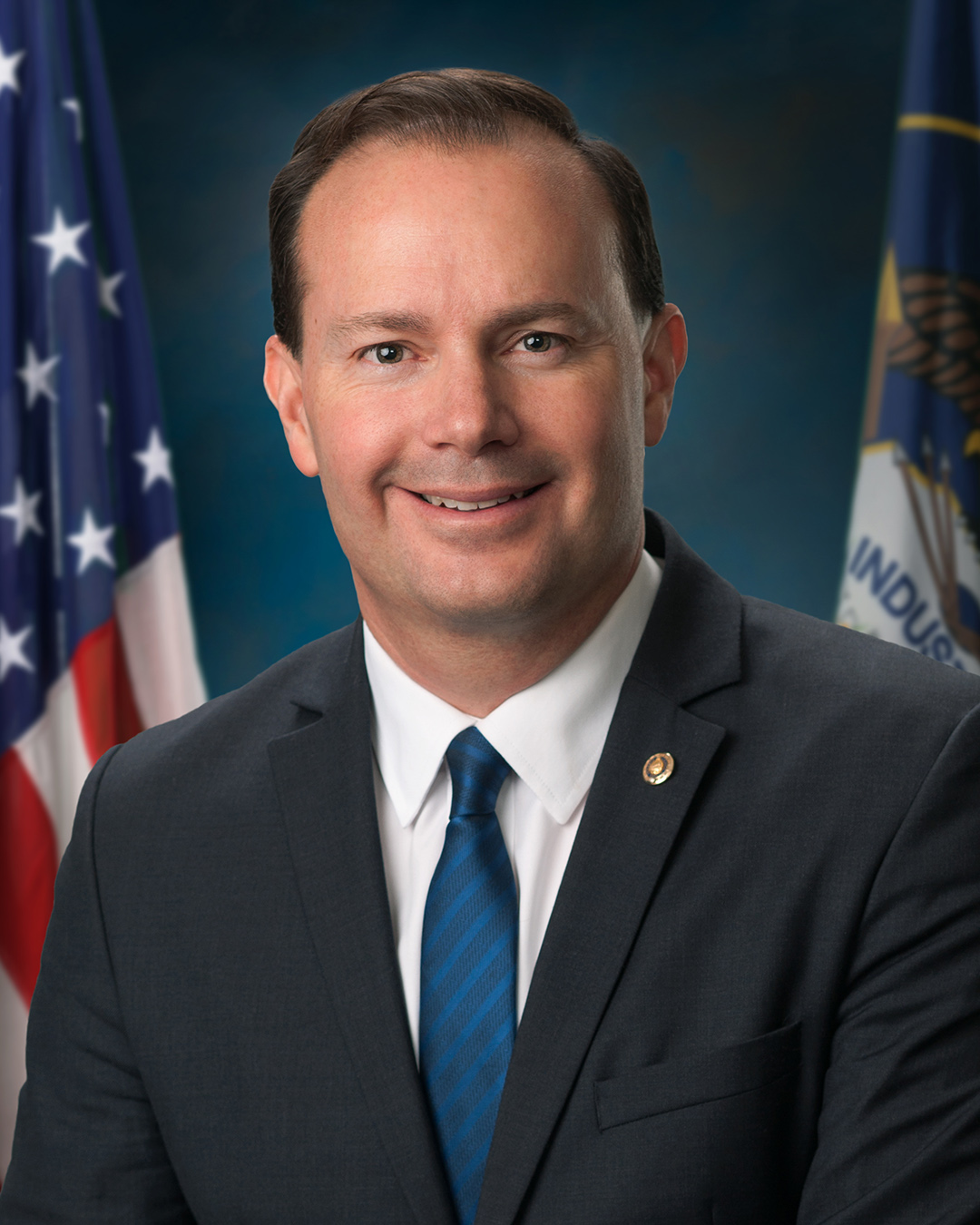
Senador Mike Lee

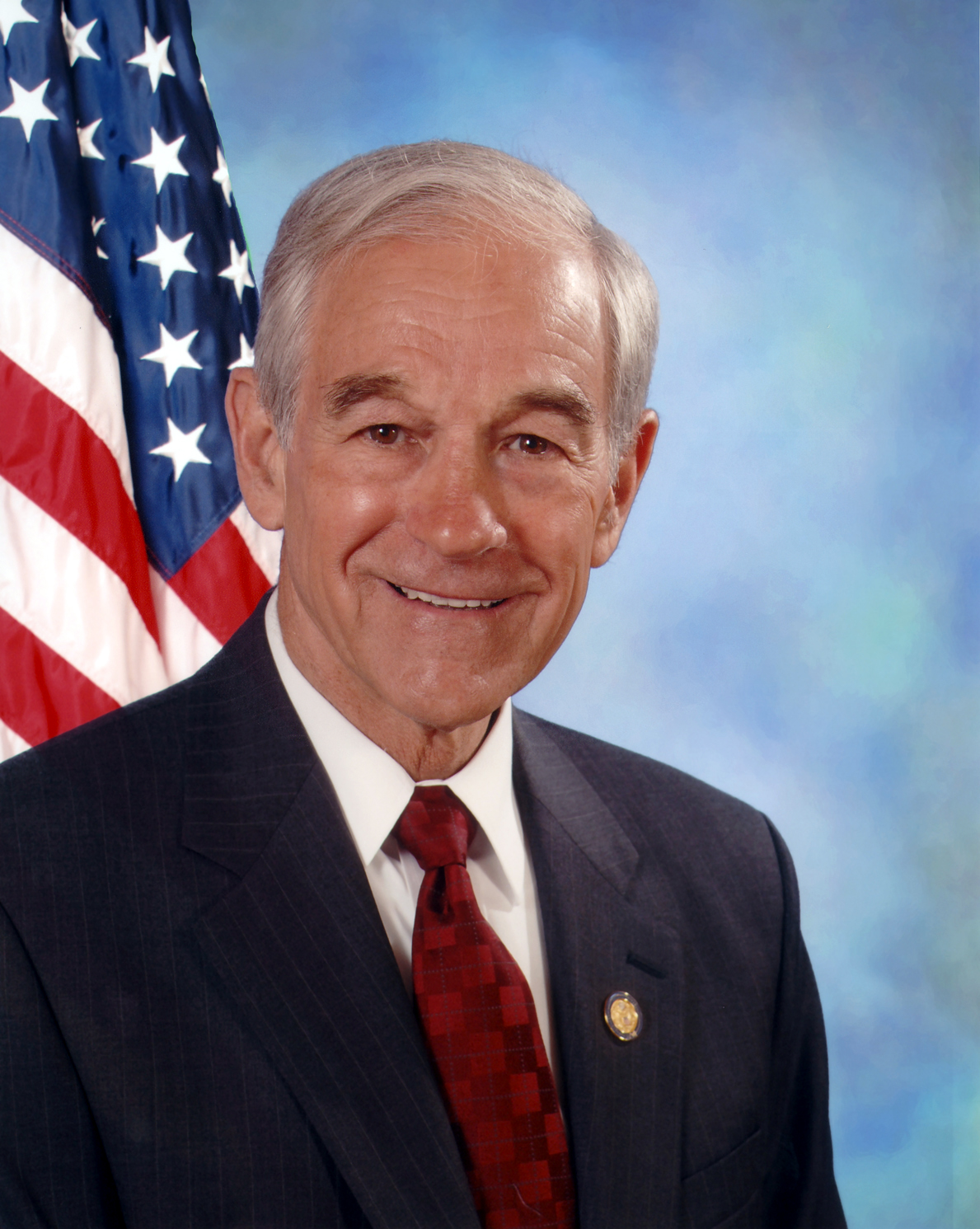
Exrepresentante Ron Paul

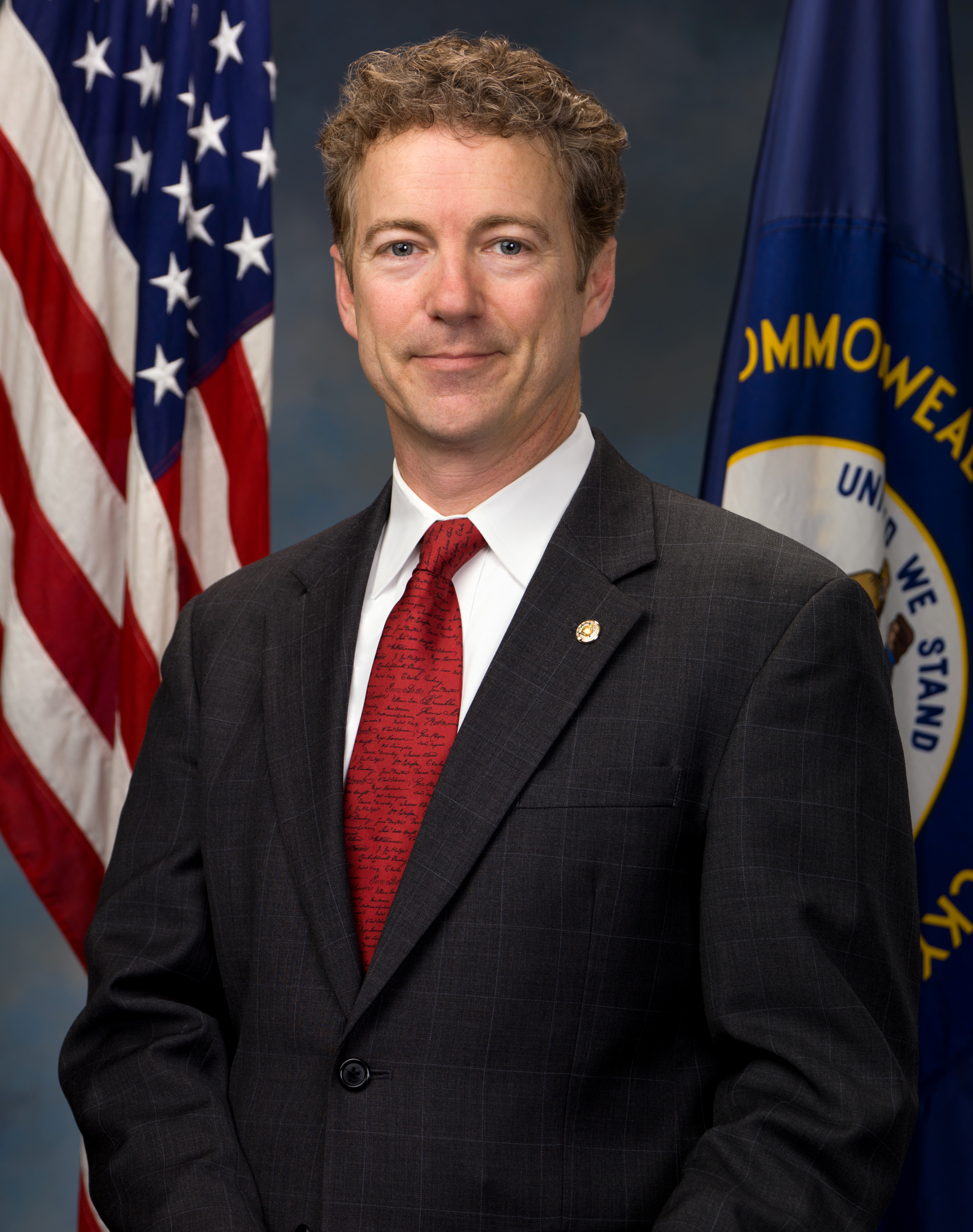
Senador Rand Paul

Los libertarios constituyen una facción relativamente pequeña del Partido Republicano. En las décadas de 1950 y 1960, el fusionismo, la combinación de conservadurismo tradicional y social con el libertarismo político y económico de derecha, fue esencial para el crecimiento del movimiento. Esta filosofía está más estrechamente asociada con Frank Meyer. Barry Goldwater también tuvo un impacto sustancial en el movimiento libertario-conservador de la década de 1960.
Los conservadores libertarios del siglo XXI favorecen la reducción de impuestos y regulaciones, la derogación de la Ley del Cuidado de Salud a Bajo Precio y la protección del derecho a portar armas. En cuestiones sociales, favorecen la privacidad, se oponen a la Ley Patriota de EE. UU. y se oponen a la Guerra contra las drogas. En política exterior, los conservadores libertarios favorecen el no intervencionismo. El Republican Liberty Caucus, que se describe a sí mismo como "la organización en funcionamiento continuo más antigua del movimiento Liberty Republican con estatutos estatales en todo el país", fue fundado en 1991. House Liberty Caucus es un caucus del Congreso formado por el exrepresentante Justin Amash, un exrepublicano de Míchigan que ahora es miembro del Partido Libertario.
Los conservadores libertarios destacados dentro del Partido Republicano incluyen al gobernador de New Hampshire, Chris Sununu, los senadores Mike Lee y Rand Paul, el representante Thomas Massie y el exrepresentante Ron Paul (que era republicano antes de 1987 y luego se unió al Partido Libertario) de 1987 a 1996, de regreso al Partido Republicano de 1996 a 2015 y ha sido libertario desde 2015). Ron Paul se postuló para presidente una vez como libertario y dos veces más recientemente como republicano.
El ala conservadora libertaria del partido tuvo un cruce significativo con el movimiento Tea Party.

### Neoconservadores

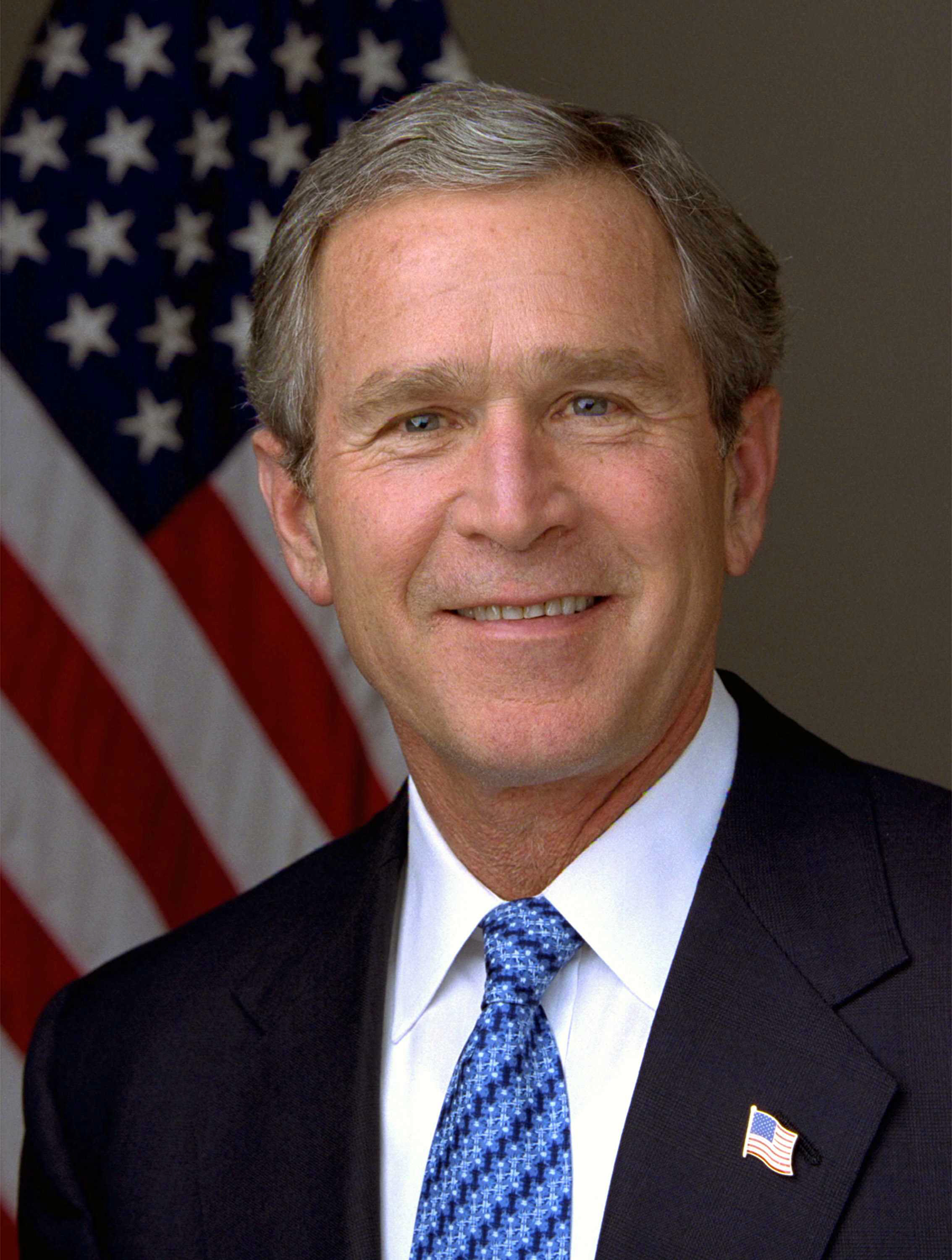
Expresidente George W. Bush

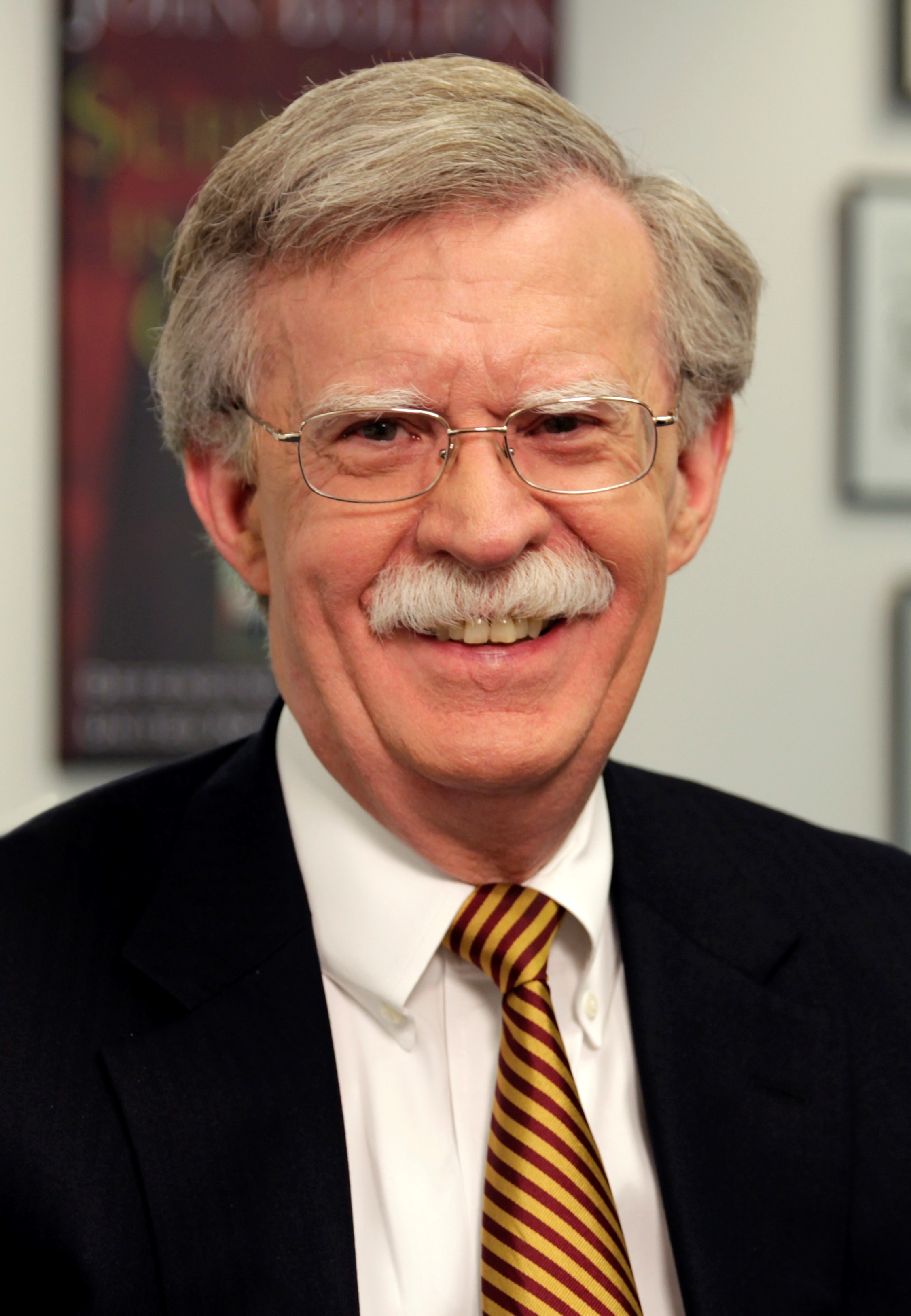
Exasesor de Seguridad Nacional John R. Bolton

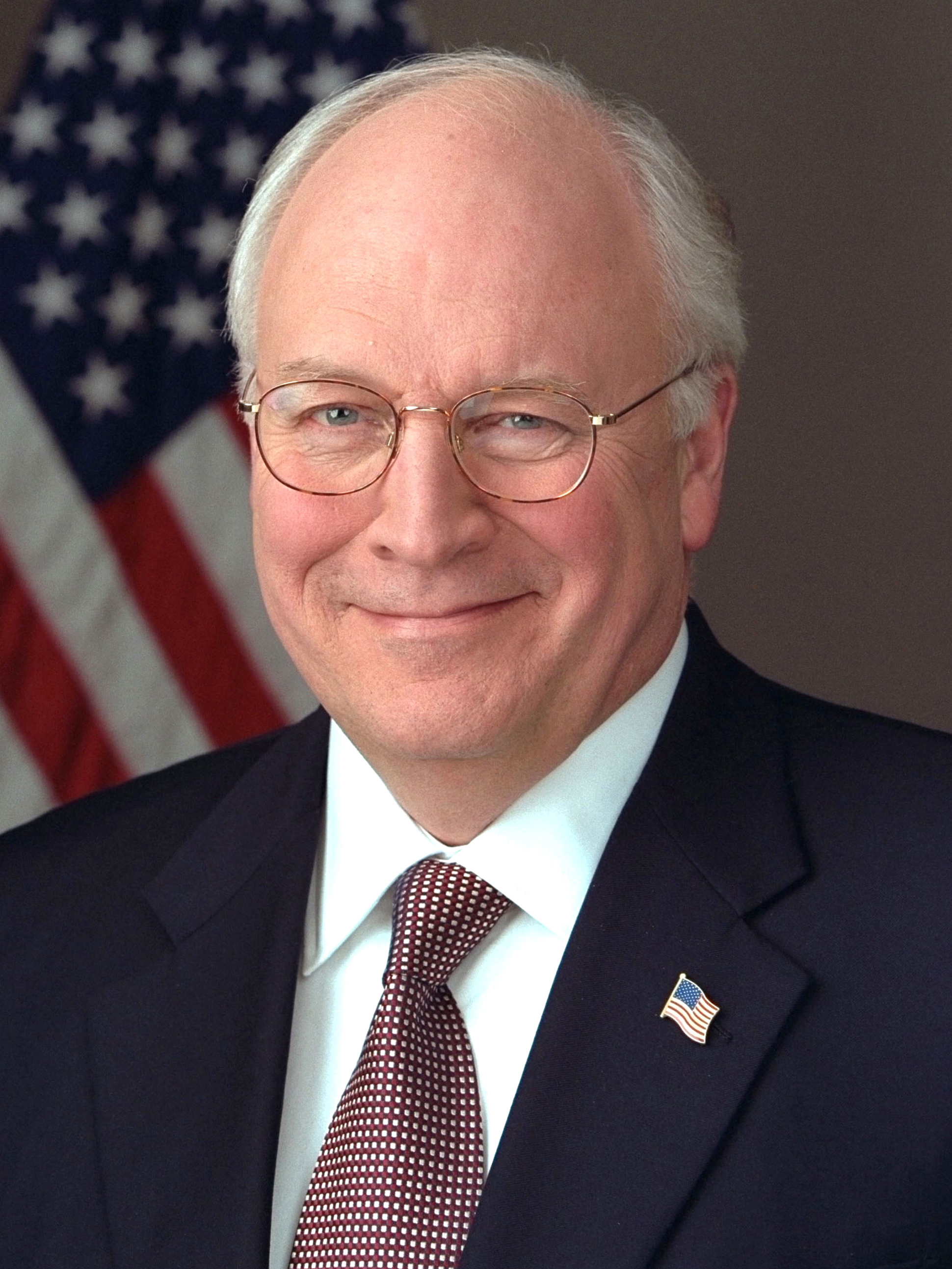
Exvicepresidente Dick Cheney

Los neoconservadores promueven una política exterior intervencionista para promover la democracia. Muchos neoconservadores fueron identificados anteriormente como liberales o afiliados a los demócratas. A los neoconservadores se les atribuye haber importado al Partido Republicano una política internacional más activa. Los neoconservadores se prestan a la acción militar unilateral cuando creen que tiene un propósito moralmente válido (como la expansión de la democracia). Muchos de sus adherentes se hicieron políticamente famosos durante las administraciones presidenciales republicanas de finales del siglo XX, y el neoconservadurismo alcanzó su punto máximo de influencia durante la administración de George W. Bush, cuando desempeñaron un papel importante en la promoción y planificación de la invasión de Irak en 2003.
Los neoconservadores prominentes en la administración de George W. Bush incluyeron a John Bolton, Paul Wolfowitz, Elliott Abrams, Richard Perle y Paul Bremer. Si bien no se identificaron como neoconservadores, los altos funcionarios, el vicepresidente Dick Cheney y el secretario de Defensa, Donald Rumsfeld, escucharon atentamente a los asesores neoconservadores con respecto a la política exterior, especialmente la defensa de Israel y la promoción de la influencia estadounidense en el Medio Oriente.
Los miembros republicanos del 117.º Congreso con posturas neoconservadoras incluyen a los senadores Tom Cotton y Lindsey Graham, y la representante Liz Cheney.

### Moderados
Véase también: Centrismo

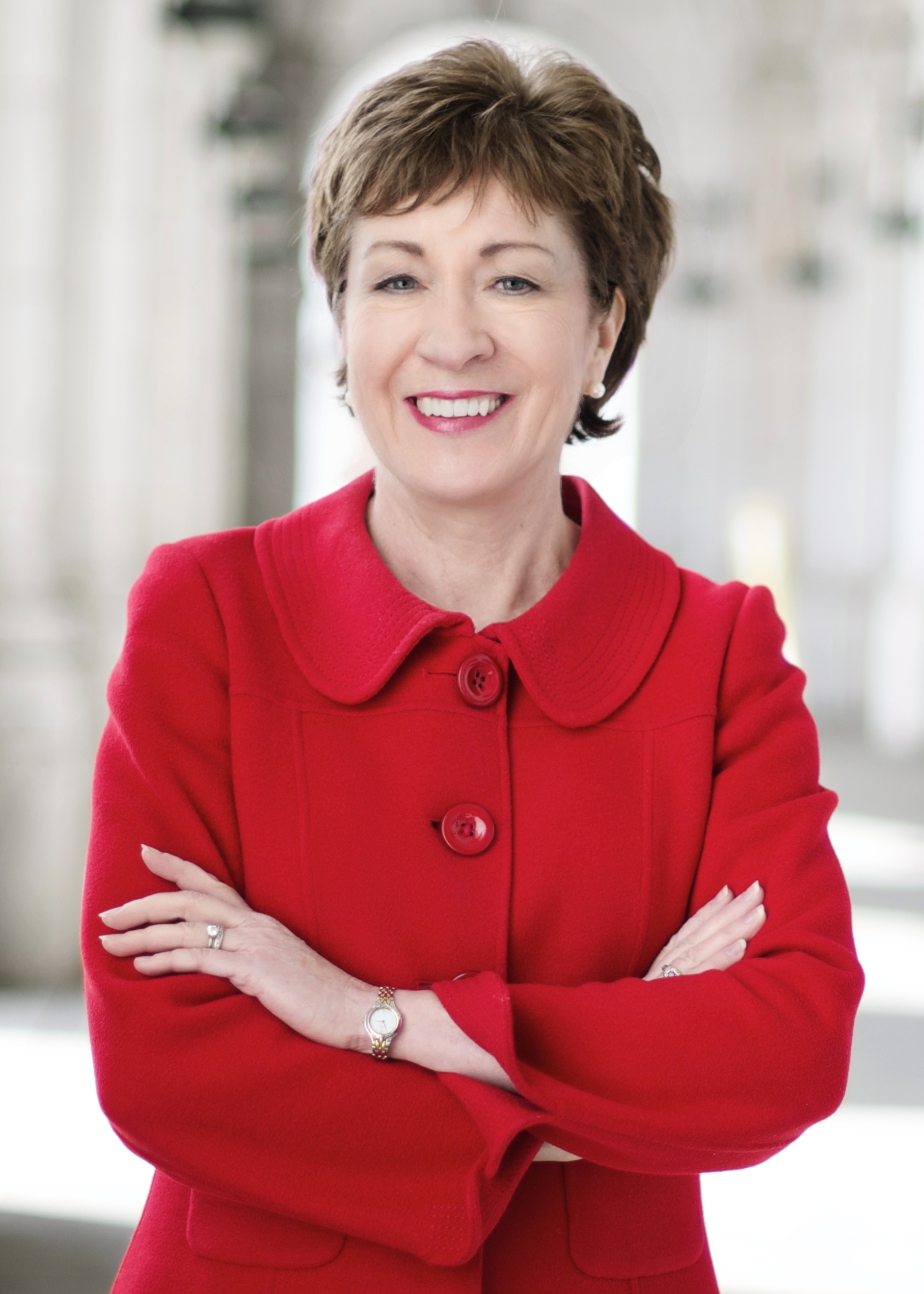
Senadora Susan Collins

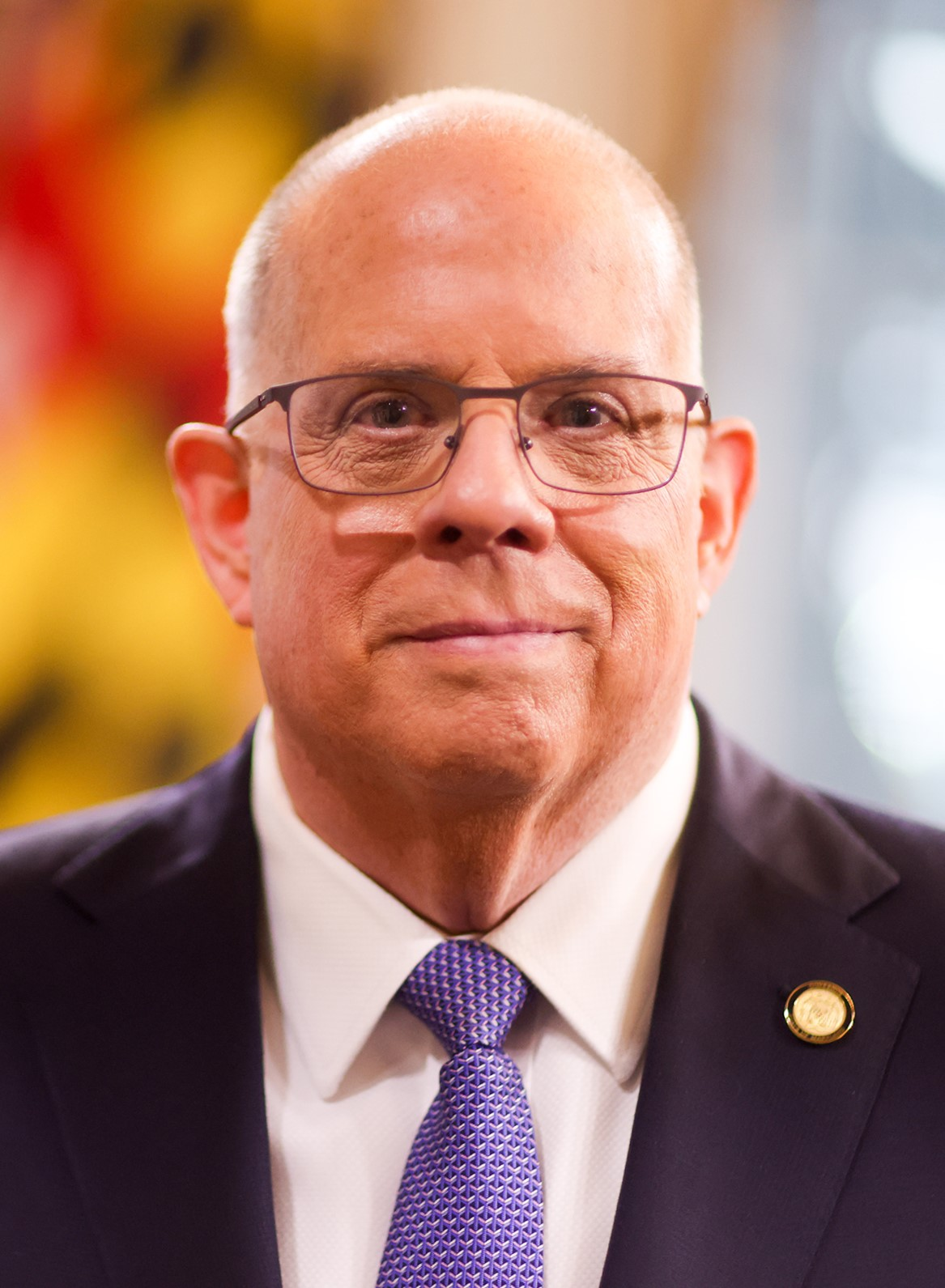
Exgobernador de Maryland Larry Hogan

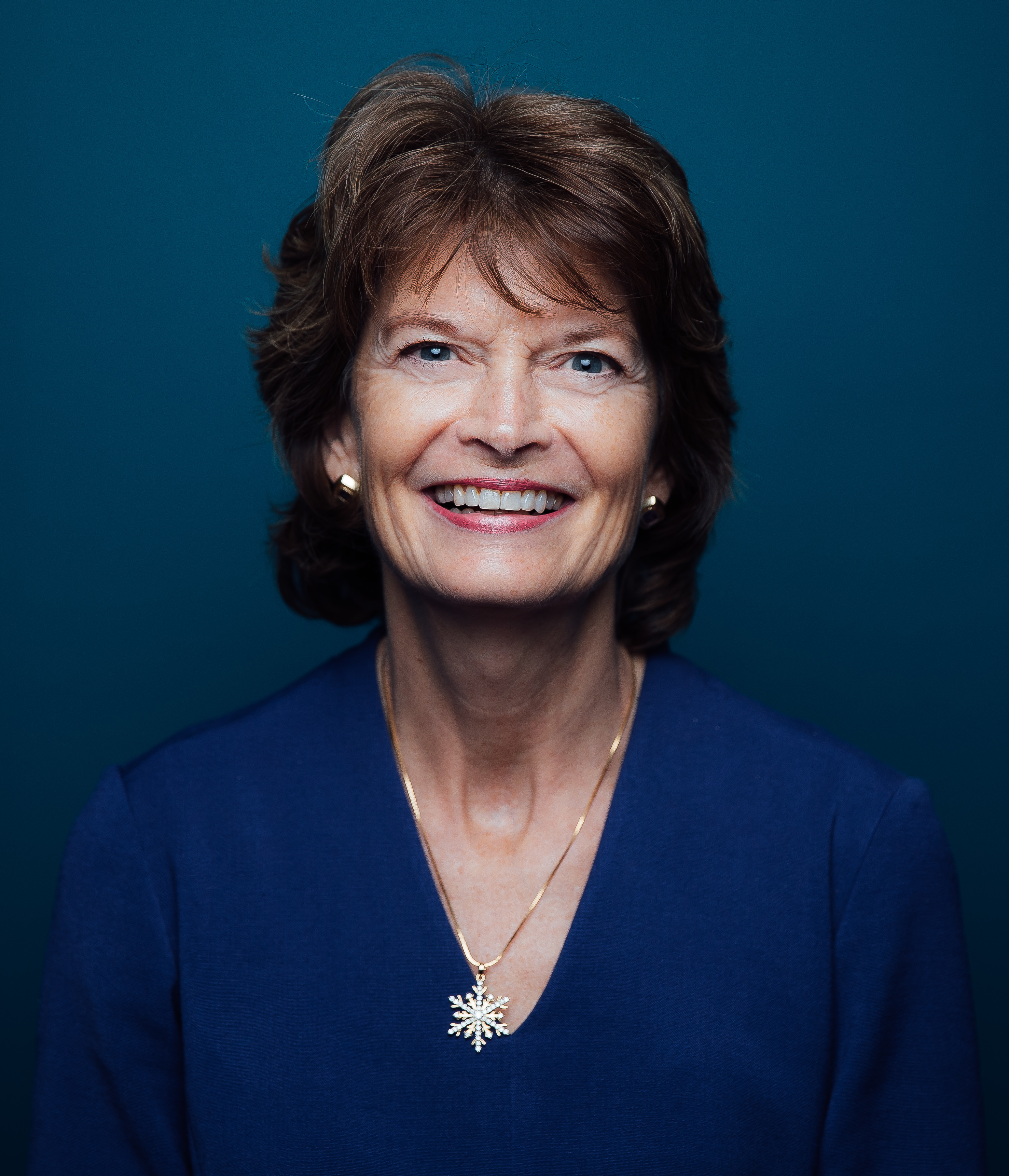
Senadora Lisa Murkowski

Una facción que se ha reducido desde la década de 1990, los republicanos moderados, a veces se conocen como "conservadores fiscales, liberales sociales".
Los moderados tienden a ser de conservadores a moderados en cuestiones fiscales y de moderados a liberales en cuestiones sociales. Si bien a veces comparten los puntos de vista económicos de otros republicanos, por ejemplo, presupuestos equilibrados, impuestos más bajos, libre comercio, desregulación y reforma de la asistencia social, los republicanos moderados difieren en que algunos están a favor de la acción afirmativa, el matrimonio entre personas del mismo sexo, la adopción homosexual, la acceso e incluso financiación para el aborto, leyes de control de armas, más regulación ambiental y medidas contra el cambio climático, menos restricciones a la inmigración legal y un camino hacia la ciudadanía para inmigrantes ilegales, e investigación con células madre embrionarias. En el siglo XXI, algunos ex republicanos moderados han cambiado al Partido Demócrata.
Los republicanos moderados destacados del siglo XXI incluyen a las senadoras Lisa Murkowski de Alaska y Susan Collins de Maine y varios gobernadores de los estados del noreste, como Charlie Baker de Massachusetts, Larry Hogan de Maryland, Phil Scott de Vermont y Chris Sununu de New Hampshire. Uno de los republicanos moderados de más alto rango en la historia reciente fue Colin Powell como secretario de Estado en la primera administración de George W. Bush (Powell dejó el Partido Republicano en enero de 2021 tras el asalto al Capitolio de los Estados Unidos en 2021, y había respaldado a todos los demócratas para presidente en las elecciones generales desde 2008).
El Grupo de Gobernanza Republicana es un grupo de republicanos moderados dentro de la Cámara de Representantes.

### Republicanos liberales

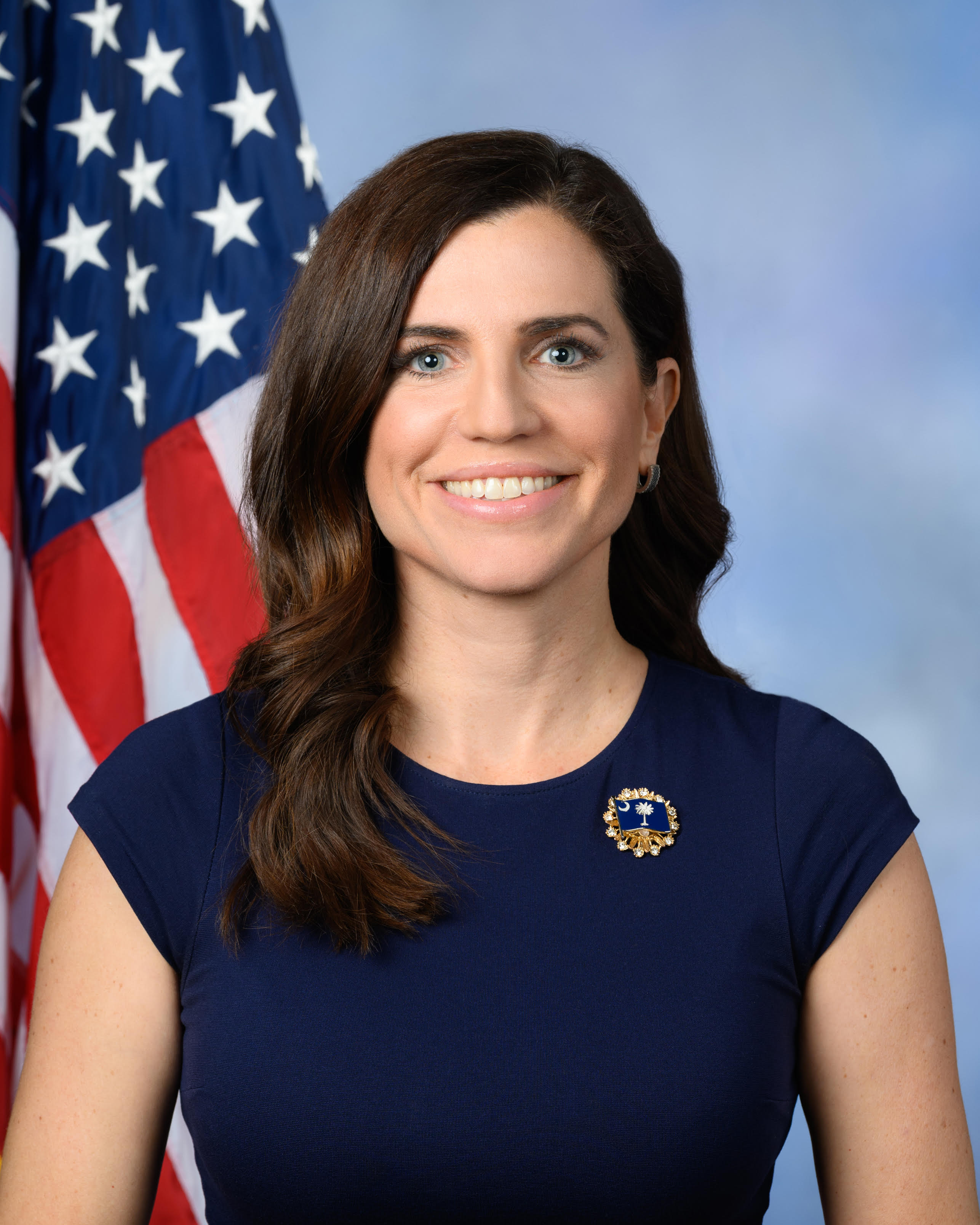
Representante Nancy Mace

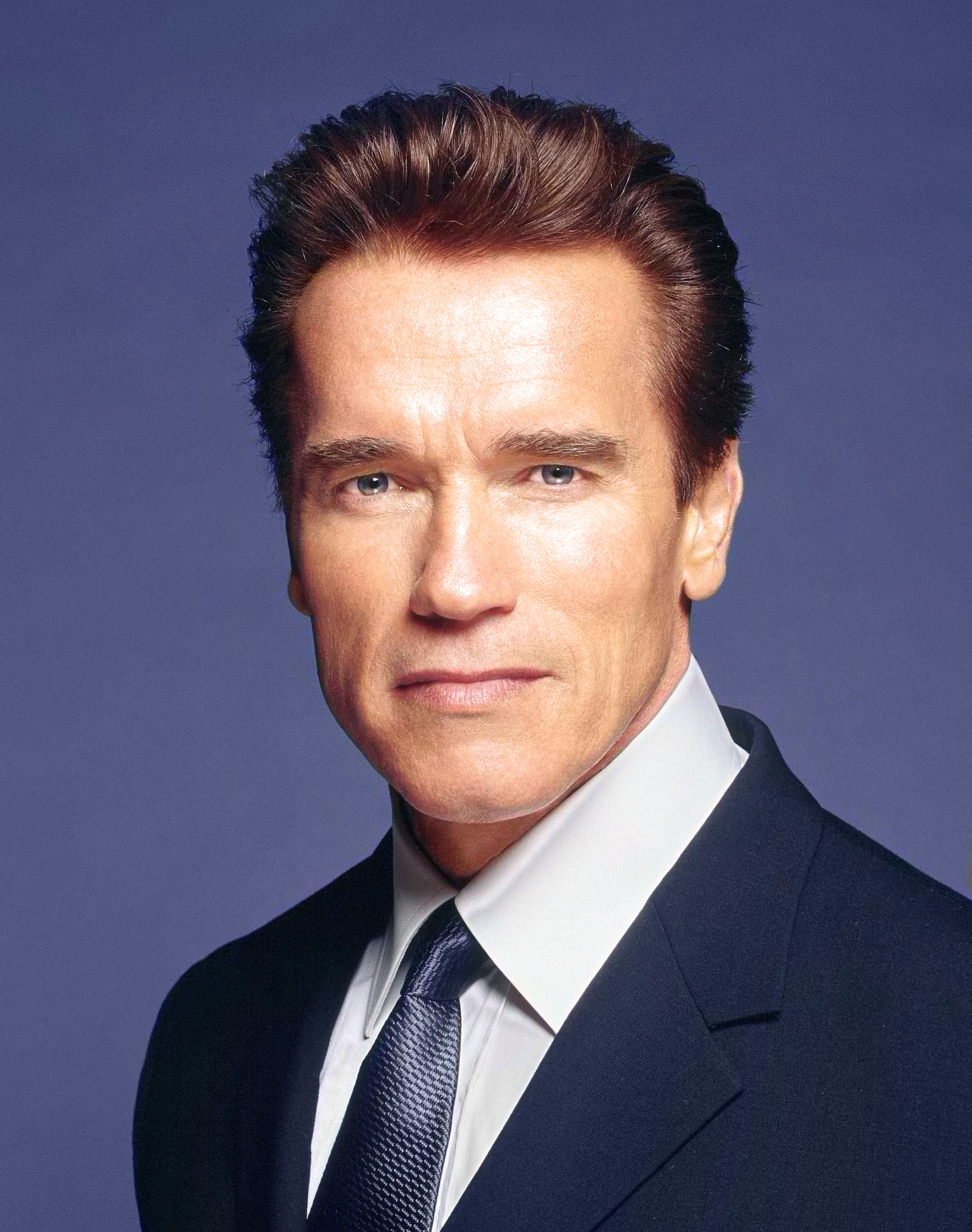
Exgobernador de California Arnold Schwarzenegger

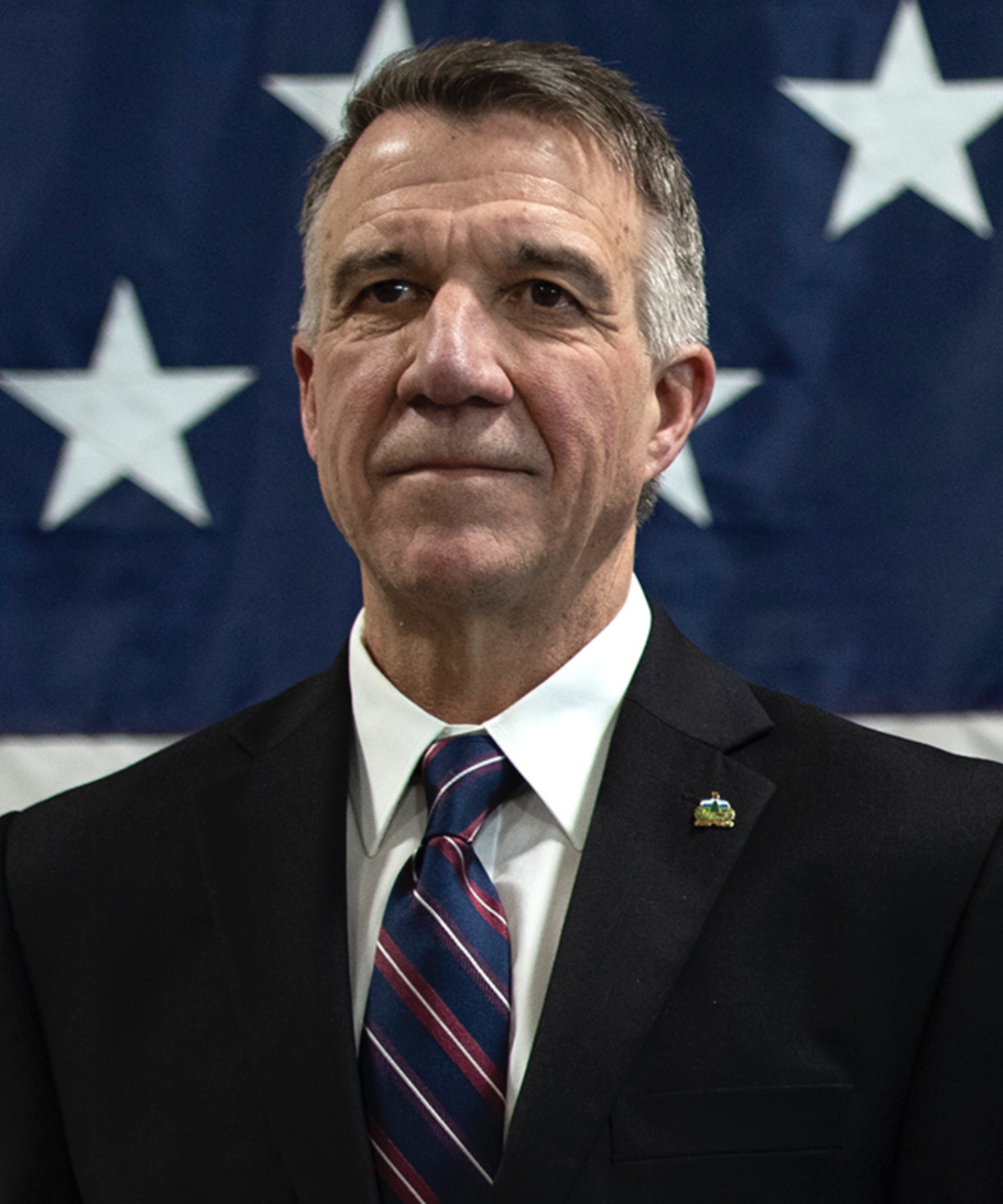
Gobernador de Vermont Phil Scott

Son una pequeña fracción del Partido Republicano, tienen las mismas opiniones económicas que los republicanos moderados, apoyan más medidas ambientales, tienen opiniones abiertas sobre la marihuana recreativa, son socialmente liberales y, en general, son jóvenes o famosos.
Entre ellos se encuentran el exgobernador Arnold Schwarzenegger de California, Phil Scott, gobernador de Vermont, y el exgobernador de Massachusetts Charlie Baker.

### Facción trumpista
Artículo principal: Trumpismo
Véase también: Populismo de derecha

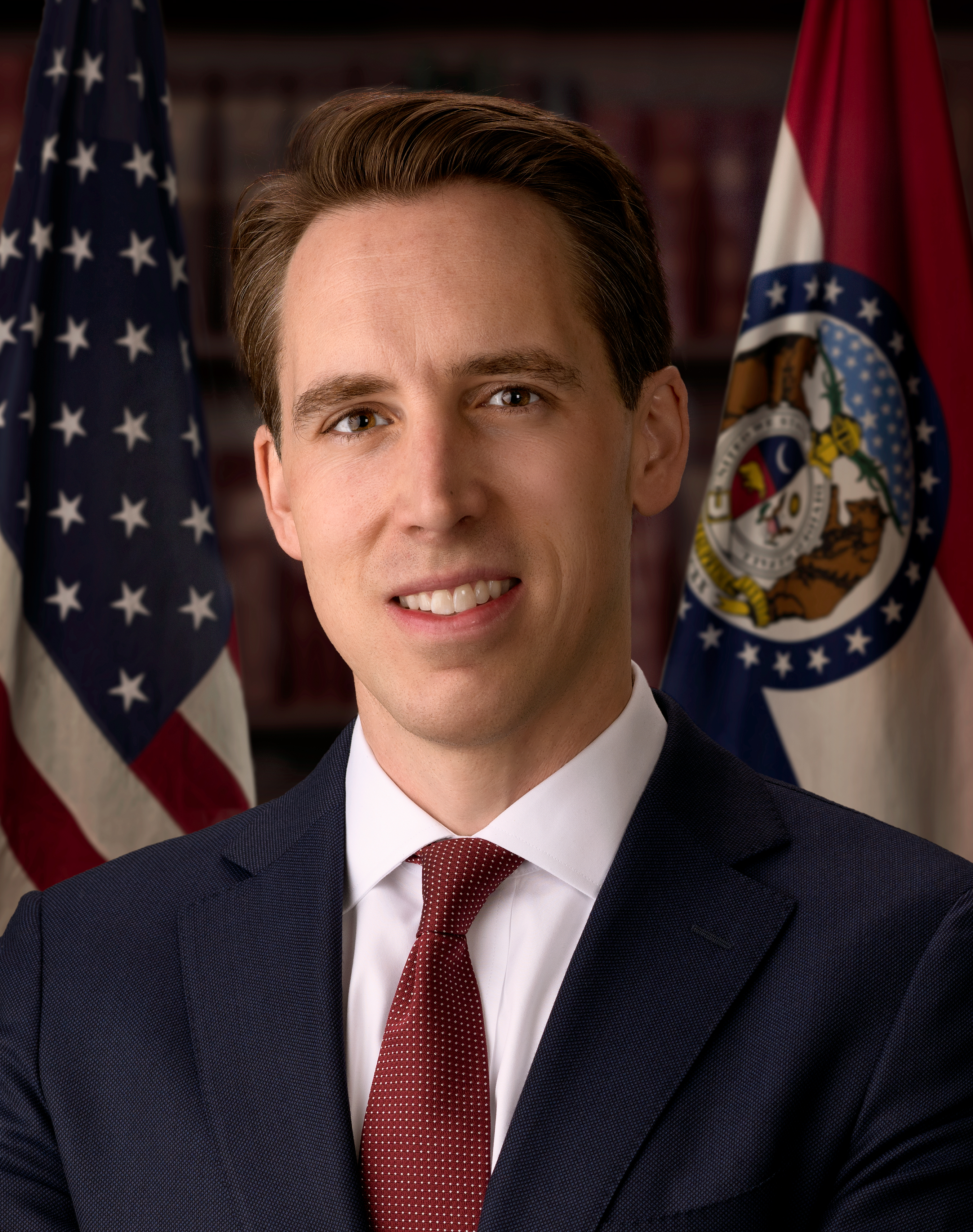
Senador Josh Hawley

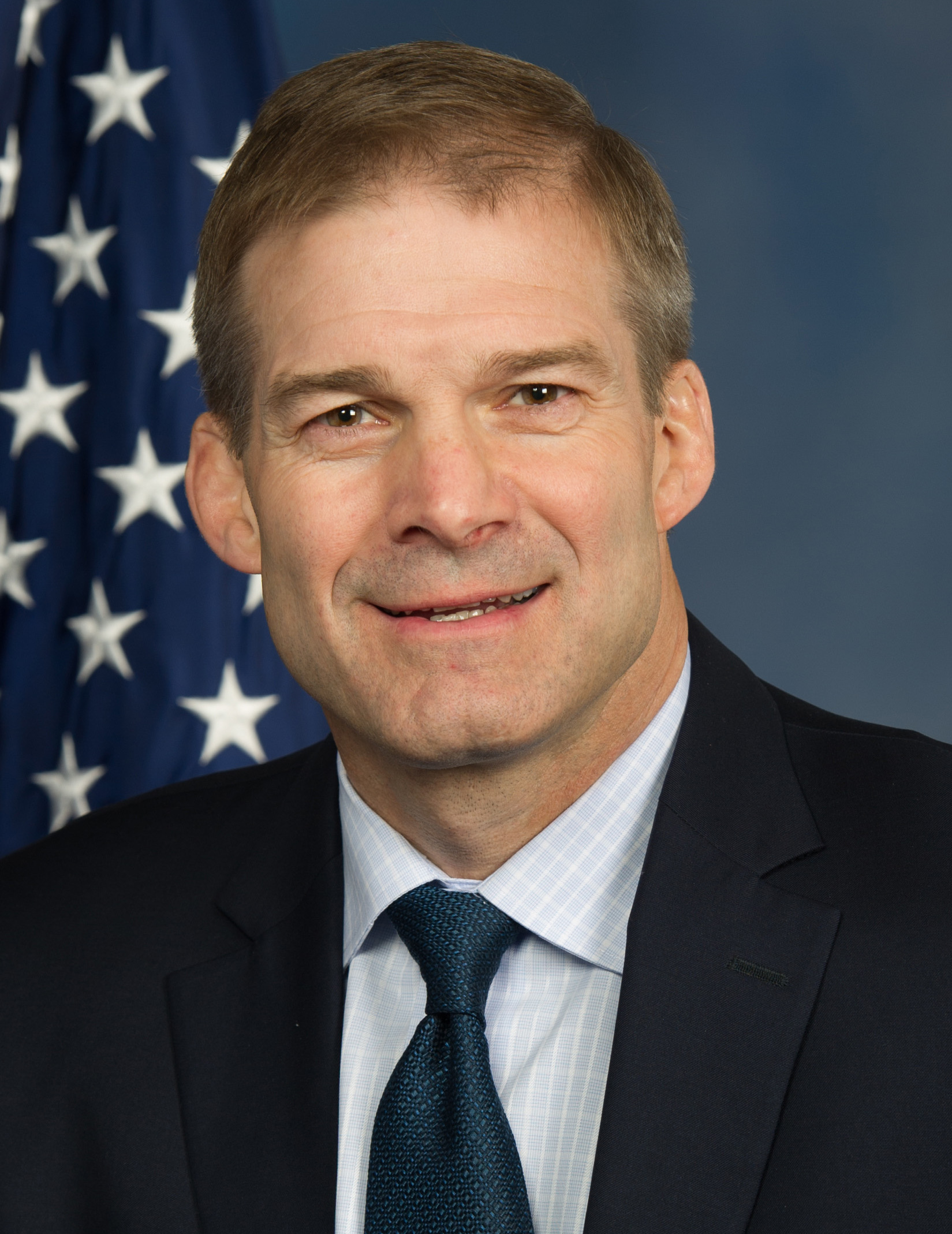
Representante Jim Jordan

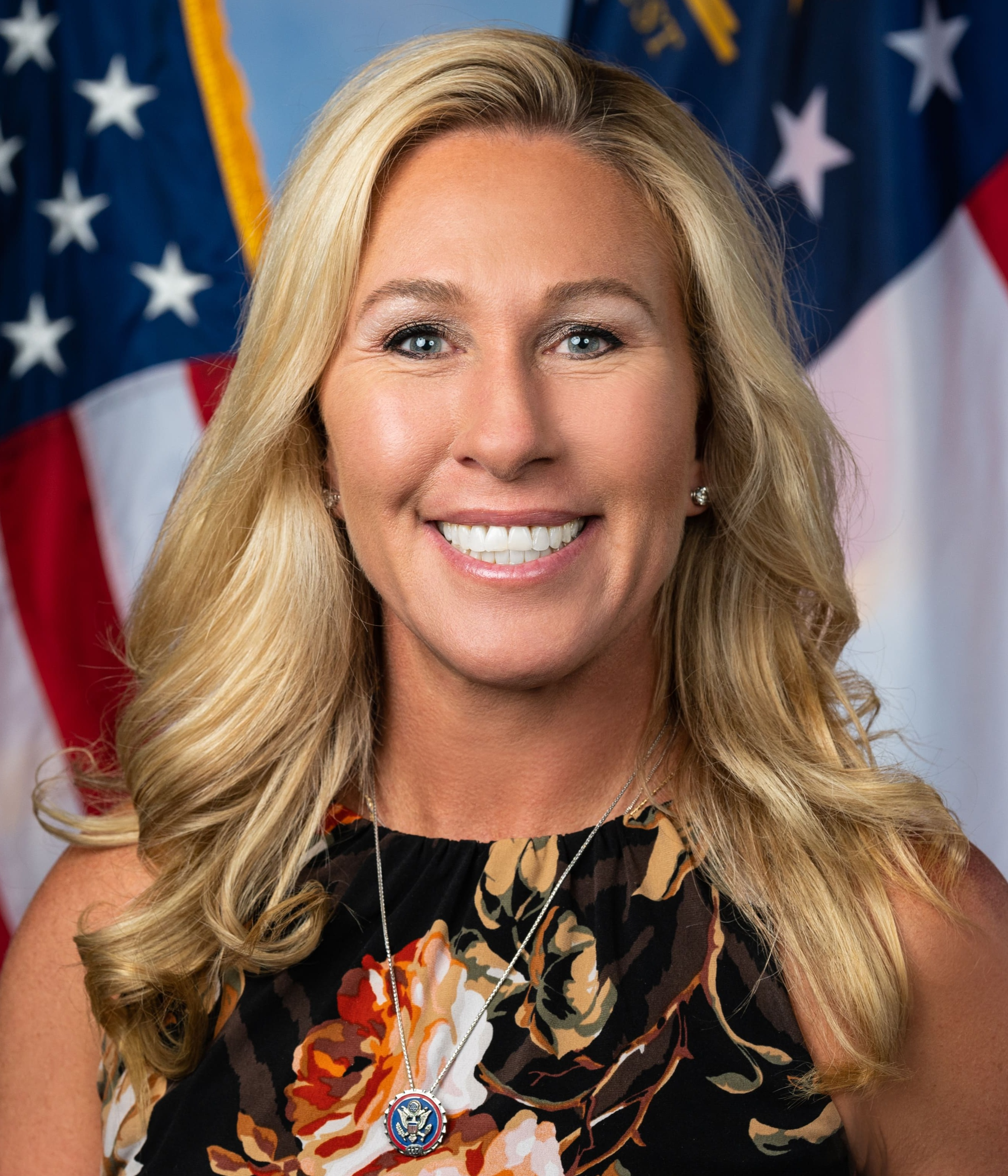
Representante Marjorie Taylor Greene

A partir de 2021, la facción dominante en el Partido Republicano estaba formada por trumpistas, partidarios de un movimiento asociado a la base política de Donald Trump. El papel del Tea Party en allanar el camino para una facción de Trump es un tema de debate. Cuando el columnista conservador George Will aconsejó a los votantes de todas las ideologías que votaran por los candidatos demócratas en las elecciones al Senado y la Cámara de Representantes de noviembre de 2018, el escritor político Dan McLaughlin de National Review respondió que hacerlo haría que la facción trumpista fuera aún más poderoso dentro del Partido Republicano.
Anticipándose a la probable derrota de Trump en las elecciones presidenciales de EE. UU. del 5 de noviembre de 2020, Peter Feaver escribió en la revista Foreign Policy: "Con la victoria tan cerca, la facción trumpista del partido estará empoderada y no estará de humor para comprometerse o reformarse". Una encuesta realizada en febrero de 2021 indicó que una pluralidad de republicanos (46%-27%) dejaría el Partido Republicano para unirse a un nuevo partido si Trump decidiera crearlo. Nick Beauchamp, profesor asistente de ciencias políticas en la Universidad Northeastern, dice que ve al país dividido en cuatro partidos, con dos facciones que representan a cada uno de los partidos demócrata y republicano: "Para el Partido Republicano, está la facción de Trump, que es el grupo más grande, y la facción que no es de Trump".
Lilliana Mason, profesora adjunta de ciencias políticas en la Universidad Johns Hopkins, afirma que Donald Trump consolidó la tendencia entre los demócratas conservadores blancos del sur desde la década de 1960 de abandonar el Partido Demócrata y unirse al Partido Republicano: "Trump básicamente funcionó como un pararrayos para finalizar esa proceso de creación del Partido Republicano como una sola entidad para defender el alto estatus de los estadounidenses blancos, cristianos y rurales. No es un gran porcentaje de estadounidenses los que tienen estas creencias, y ni siquiera es todo el Partido Republicano; es solo alrededor de la mitad. Pero el partido en sí está controlado por esta facción intolerante y muy pro-Trump”.
Aunque la facción Trump del Partido Republicano no ha producido ningún manifiesto, Rachel Kleinfeld, investigadora sénior del Carnegie Endowment for International Peace, lo describe como un movimiento autoritario y antidemocrático que ha convertido con éxito en armas los problemas culturales y que cultiva una narrativa que sitúa blancos, cristianos y hombres en la cima de una jerarquía de estatus como respuesta a la llamada teoría del "Gran Reemplazo", una afirmación de que las minorías, los inmigrantes y las mujeres, habilitadas por demócratas, judíos y élites, están desplazando a los blancos personas, cristianos y hombres de sus posiciones legítimas en la sociedad estadounidense.
En un discurso que pronunció el 2 de noviembre de 2022 en Union Station de Washington, cerca del Capitolio de los EE. UU., el presidente Biden afirmó que "la facción pro-Trump" del Partido Republicano está tratando de socavar el sistema electoral de los EE. UU. y suprimir los derechos de voto. Elaine Karmaarck, directora fundadora del Centro para la Gestión Pública Efectiva, escribe que aunque Trump es claramente un jugador importante en el Partido Republicano, sigue siendo un líder de facción, mientras que el gobernador de Florida, Ron DeSantis, y otros contendientes están maniobrando para apoderarse de la facción de Trump.

### Anti-Trump
Artículo principal: Movimiento Alto a Trump

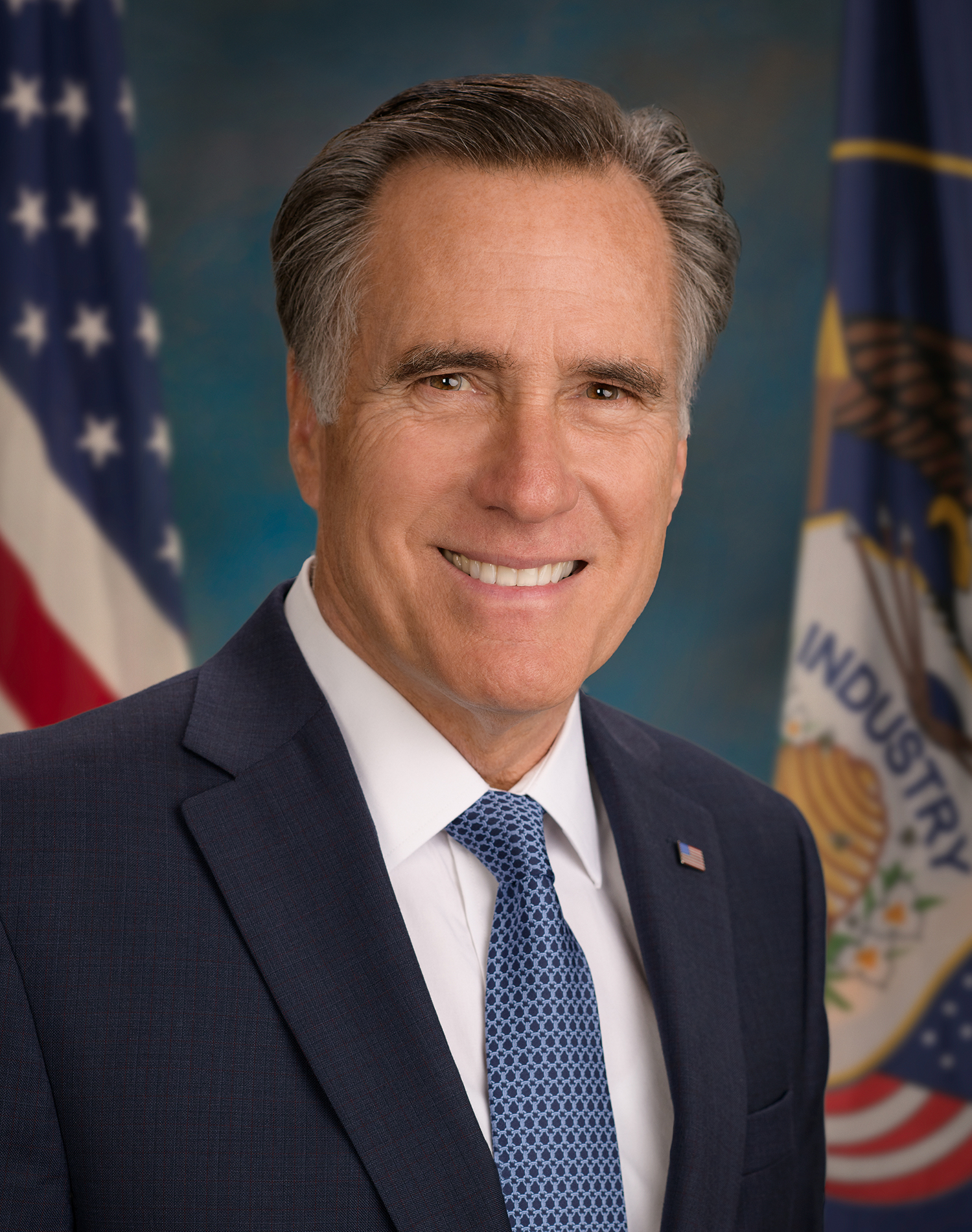
Senador Mitt Romney

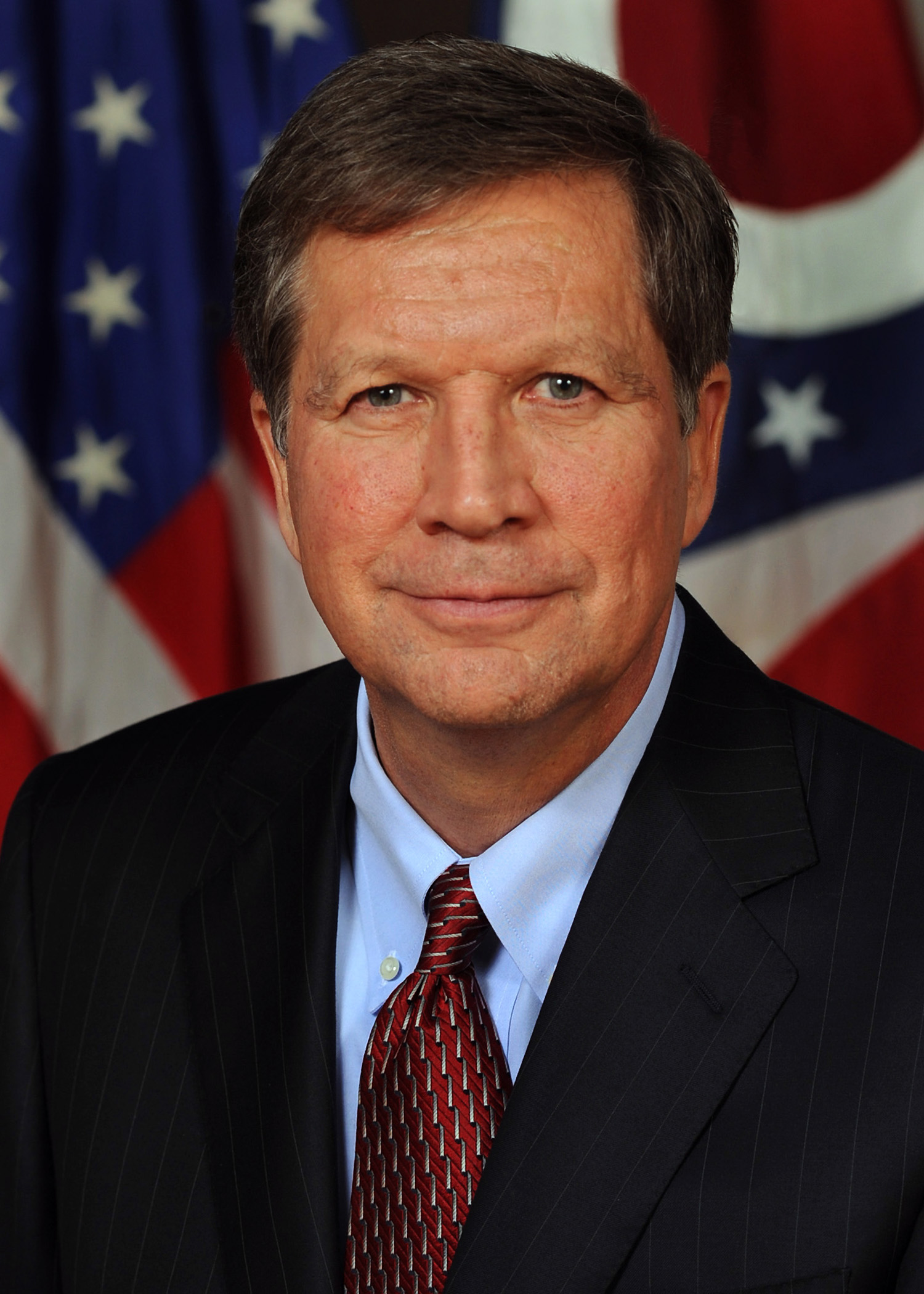
Exgobernador de Ohio John Kasich

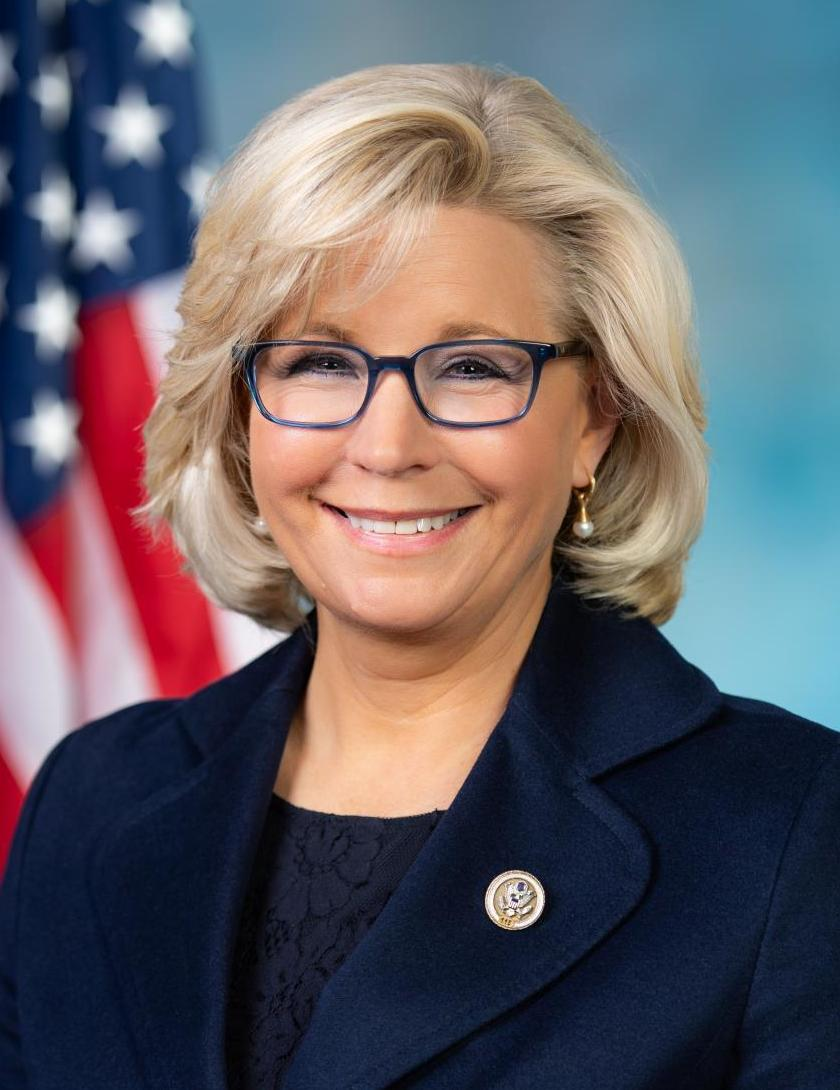
Exrepresentante Liz Cheney

Se ha formado una división en el partido entre quienes siguen siendo leales a Donald Trump y quienes se le oponen. Una encuesta reciente concluyó que el Partido Republicano estaba dividido entre facciones pro-Trump (las alas "Trump Boosters", "Die-hard Trumpers" y "Infowars GOP") y anti-Trump (los "Never Trump" y alas "post-Trump GOP"). El senador John McCain fue uno de los principales críticos del trumpismo dentro del Partido Republicano y se negó a apoyar al entonces candidato presidencial republicano en las elecciones presidenciales de 2016.
Se ha formado una división en el partido entre quienes siguen siendo leales a Donald Trump y quienes se le oponen. Una encuesta reciente concluyó que el Partido Republicano estaba dividido entre facciones pro-Trump (las alas "Trump Boosters", "Die-hard Trumpers" y "Infowars GOP") y anti-Trump (los "Never Trump" y alas "post-Trump GOP"). El senador John McCain fue uno de los principales críticos del trumpismo dentro del Partido Republicano y se negó a apoyar al entonces candidato presidencial republicano en las elecciones presidenciales de 2016.
Varios críticos de la facción de Trump se han enfrentado a diversas formas de represalia. Liz Cheney fue destituida de su puesto como presidenta de la conferencia republicana en la Cámara de Representantes, lo que fue ampliamente percibido como una represalia por sus críticas a Trump; en 2022, fue derrotada por un retador primario pro-Trump. Adam Kinzinger decidió retirarse al final de su mandato, mientras que Lisa Murkowski se enfrentó a un retador primario pro-Trump en 2022, Kelly Tshibaka, a quien derrotó. Jason Chaffetz ha sugerido un desafío principal a Mitt Romney, quien ha criticado a sus oponentes dentro del Partido Republicano como "haters de Trump". El representante Anthony González, uno de los 10 republicanos de la Cámara de Representantes que votaron para acusar a Trump por los disturbios en el Capitolio, llamó a Trump "un cáncer" al anunciar su retiro.